# Phyllanthus margaretae
Phyllanthus margaretae är en emblikaväxtart som beskrevs av Maurice Schmid. Phyllanthus margaretae ingår i släktet Phyllanthus och familjen emblikaväxter. Inga underarter finns listade i Catalogue of Life.